# Mathieu Lemoine
Pour les articles homonymes, voir Lemoine.
Mathieu Lemoine, né le 17 avril 1984 à Mont-de-Marsan, est un cavalier français de concours complet.
Son père Michel Lemoine est un juge international qui tient une écurie à Campet-et-Lamolère.[réf. nécessaire]
Il est médaillé de bronze par équipes aux Championnats d'Europe de concours complet 2015 et médaillé d'or par équipe aux Jeux olympiques de Rio en 2016. Sa monture, Bart L, fait partie de l’écurie Pierre Defrance à Sandillon dans le Loiret. En 2017, il s'installe chez son ami Bertrand Vuatoux aux écuries de la Verrière dans la Sarthe. Cette décision entraîne la perte de son cheval Bart L qui reste à Sandillon.

## Distinctions
- Chevalier de la Légion d'honneur le 1er décembre 2016[3]